# هاینسدورف ایم شوارتسوتال
هاینسدورف ایم شوارتسوتال (به آلمانی: Hainsdorf im Schwarzautal) یک منطقهٔ مسکونی در اتریش است که در لیبنیتس واقع شده‌است. هاینسدورف ایم شوارتسوتال ۶٫۶۳ کیلومتر مربع مساحت دارد ۲۸۴ متر بالاتر از سطح دریا واقع شده‌است.